# Kanton Lens
Kanton Lens (francouzsky Canton de Lens) je francouzský kanton v departementu Pas-de-Calais v regionu Hauts-de-France. Tvoří ho tři obce. Zřízen byl v roce 2015.

## Obce kantonu
- Annay
- Lens
- Loison-sous-Lens